# 極國
极国，周代一小国，初为鲁国的附庸，于鲁隐公二年（公元前721年）为鲁国吞并。吴其昌的《金文氏族谱》认为金文中的“遽”就是这个极国。
《穀梁傳》與杜預認為，極國為魯國附庸國。賈逵認為，此地為戎国領地。《春秋·隐公二年》，记载鲁国的司空无骇攻入极国的国都。《春秋左氏传·隐公二年》补充这条记载，司空无骇攻破极都，鲁国大夫费庈父（费伯）“胜之”。清代学者俞樾的《茶香室经说》，根据《春秋左氏传·文公十五年》“凡胜国曰灭之”，指出灭国可称“胜”，那么此处费庈父“胜之”，就是灭亡极国的意思。